# 세자노
세자노(이탈리아어: Seggiano)는 이탈리아 토스카나주 그로세토도에 있는 코무네다. 피렌체에서 남쪽 100km, 그로세토에서 북동쪽 40km 거리에 있다.